# Monocentropus balfouri
Monocentropus balfouri es una especie de arácnido que pertenece a la familia Theraphosidae (tarántulas).

## Distribución geográfica
Es endémica del archipiélago de Socotra, Yemen.